# Crossleyia tenebrosa
Crossleyia tenebrosa là một loài chim trong họ Bernieridae.